# جاكسون إميري
جاكسون إميري (22 يونيو 1987 في الولايات المتحدة - ) (بالإنجليزية: Jackson Emery)‏ هو لاعب كرة سلة أمريكي في مركز مدافع مسدد الهدف. لعب مع BYU Cougars men's basketball ‏.

## وصلات خارجية
- جاكسون إميري على موقع كلية كرة السلة في سبورتس رفرنس.كوم (الإنجليزية)